# 披き
披き（ひらき）とは、能楽師が、ある曲のシテもしくはそれに準ずる役、狂言、囃子などをはじめて演ずること。特定の難曲や大曲についてしか用いない。修行の成果を披露し、一定の技量を持つことを周囲に認めてもらうための興行として扱われることが多い。
披きの場合には番組の曲名右肩に「披キ」と書きくわえられることもある。そのことによって、第一に修行成った披露であることの意、第二にそれゆえ未熟であるがそのことを承知で見ていただきたいという意を示す。

## 披きとして扱われる曲

### シテ方
修行中-翁（翁、千歳）、猩々乱、道成寺、石橋（シテ、後ツレ）、望月
中年以降-鷺、卒都婆小町、関寺小町、鸚鵡小町、姨捨、檜垣
このほか「披き」とはされないが、初シテ、初面（面のある役を初めてつとめる）も重く扱われる。

### ワキ方
張良のワキ

### 狂言方
間狂言等-翁（千歳、三番叟）、八島の「那須語」
本狂言-釣狐、花子、狸腹鼓、庵の梅、枕物狂、比丘貞

### 囃子方
笛-清経の「恋之音取」
小鼓-道成寺（乱拍子）
大鼓-
太鼓-朝長の「懺法」
囃子方の披きについては大半がシテ方と共通するため、特にそれ以外のものだけを掲げた。